# Antonio Cerdá Cerdá
Antonio Cerdá Cerdá es un político español. Nació en Hondón de las Nieves (Alicante).

## Formación
Doctor en Ciencias Químicas por la Universidad de Murcia, realizó estancias postdoctorales en las universidades de California, Utrecht, Reading, Sussex y Hungría, así como en centros de investigación de Europa y Estados Unidos.
Fue profesor de Investigación del CSIC y director del Centro de Edafología y Biología Aplicada del Segura entre 1994 y 1997. Coordinador Científico-Técnico del Área de Ciencias Agrarias del CSIC desde 1997 hasta 1999.
Es miembro de la Academia de las Ciencias de la Región de Murcia, ha publicado más de 130 trabajos científicos y ha dirigido una docena de tesis doctorales.

## Carrera política
Fue diputado regional  y portavoz del Grupo Parlamentario Popular desde 1983 hasta 1991 (dos legislaturas). En julio de 1999 fue nombrado consejero de Agricultura, Agua y Medio Ambiente, y en junio de 2004 pasó a ser consejero de Agricultura y Agua.

### Caso Novo Carthago
En 2014, el juez Abadía del Tribunal Superior de Justicia de Murcia imputó a Cerdá en el caso de corrupción urbanística Novo Carthago por los presuntos delitos de prevaricación, tráfico de influencias y contra la ordenación del territorio.
Los magistrados del TSJ respaldaron las decisiones del instructor frente al recurso interpuesto por Cerdá tras su imputación.

### Ecocidio del Mar Menor
La Fiscalía ha pedido pena de cárcel, así como una multa de 16 meses e inhabilitación especial para el ejercicio de cargo público y del derecho de sufragio pasivo durante un periodo de nueve años, al exconsejero, en el marco del 'Caso Topillo', por la degradación del Mar Menor.
En su escrito, señala que el exconsejero «se limitó a establecer una previsión formal pero siendo consciente de su falta de operatividad, se hizo como que se hacía pero en realidad no se hizo nada» para controlar el vertido de fertilizantes nitrogenados a la laguna salada, «frustrando así el objetivo de la norma».